# Jaroslav Šebík
Jaroslav Šebík (* 14. března 1963) je bývalý slovenský fotbalista, útočník.

## Fotbalová kariéra
V československé lize hrál za ZVL Žilina a Spartak Trnava. Nastoupil ve 42 ligových utkáních a dal 8 gólů. Ve slovenské lize hrál za MŠK Žilina, nastoupil ve 35 ligových utkáních a dal 6 gólů. Ve druhé nejvyšší soutěži hrál za i za Baník Prievidza. V sezoně 1990/91 se stal nejlepším střelcem I. SNFL se 23 brankami.

## Ligová bilance
| Ročník                                      | Zápasy | Góly | Klub            |
| ------------------------------------------- | ------ | ---- | --------------- |
| 1. slovenská národní fotbalová liga 1981/82 | 29     | 11   | Baník Prievidza |
| 1. slovenská národní fotbalová liga 1982/83 | 25     | 11   | Baník Prievidza |
| 1. slovenská národní fotbalová liga 1985/86 | 29     | 2    | Baník Prievidza |
| 1. slovenská národní fotbalová liga 1986/87 | 28     | 13   | Baník Prievidza |
| 1. slovenská národní fotbalová liga 1987/88 | 15     | 4    | Baník Prievidza |
| 1. československá fotbalová liga 1987/88    | 15     | 6    | ZVL Žilina      |
| 1. slovenská národní fotbalová liga 1988/89 | 29     | 10   | ZVL Žilina      |
| 1. slovenská národní fotbalová liga 1989/90 | -      | 5    | ZVL Žilina      |
| 1. slovenská národní fotbalová liga 1990/91 | -      | 23   | ZVL Žilina      |
| 1. československá fotbalová liga 1991/92    | 27     | 2    | Spartak Trnava  |
| 1. slovenská národní fotbalová liga 1992/93 | -      | 7    | ZVL Žilina      |
| Mars superliga 1993/94                      | 16     | 1    | MŠK Žilina      |
| Mars superliga 1994/95                      | 19     | 5    | MŠK Žilina      |
| CELKEM                                      | 68     | 6    |                 |